# Джордж Цвейг
Джордж Цвейг (англ. George Zweig; 30 травня 1937, Москва, СРСР) — американський фізик і нейробіолог єврейського походження.
Навчався на фахівця з фізики елементарних частинок у Річарда Фейнмана, а пізніше вивчав нейробіологію. Багато років працював дослідником в Лос-Аламоської національної лабораторії і Массачусетському технологічному інституті, але в 2004 році почав працювати в сфері фінансового обслуговування.
Закінчивши в 1959 році університет Мічигану, Цвейг запропонував гіпотезу існування кварків, коли продовжував навчання фізики в Каліфорнійському технологічному інституті. У 1964 році (незалежно від Мюррея Гелл-Манна) Цвейг називав кварки «тузами» (від тузів в карткових іграх, які бувають чотирьох мастей), тому що він вважав, що існує всього чотири кварка. Цвейг пізніше зайнявся нейробіологією і вивчав перетворення звуку в нервові імпульси в равлику людського вуха. У 1975 році, вивчаючи вухо, він відкрив безперервне вейвлет-перетворення.
У 1981 році Цвейг отримав «грант генія» Фонду Мак-Артуров.
У 1996 році Цвейг був обраний до Національної академії наук США.